# Gautier (évêque de Rochester)
Pour les articles homonymes, voir Gautier.
Gautier est un évêque de Rochester de la deuxième moitié du XIIe siècle.

## Biographie
Il a plusieurs frères, dont Thibaut du Bec, archevêque de Cantorbéry (1139-1161). Il est peut-être un parent éloigné de Thomas Becket, car la famille de Becket est originaire du même domaine de Normandie.
Il devient archidiacre de Cantorbéry, peu après l'élection de Thibaut à Cantorbéry avant de devenir évêque de Rochester. 
À la suite de la mort d'Ascelin de Rochester, il est élu le 27 janvier 1148 évêque de Rochester et consacré le 14 mars 1148.
Il meurt le 26 juillet 1182.